# NGC 7082
NGC 7082 (другое обозначение — OCL 209) — рассеянное скопление в созвездии Лебедь.
Этот объект входит в число перечисленных в оригинальной редакции «Нового общего каталога».